# Бавор I из Стракониц
Бавор I из Стракониц (чеш. Bavor I. ze Strakonic; до 1222—1260) — средневековый чешский феодал и государственный деятель из рода Баворов из Стракониц. Высочайший чашник (1238—1239) и высочайший коморник Чешского королевства (1254—1260), бургграф королевского замка Звиков (с 1253 года). Участник битвы при Кресенбрунне.

## Происхождение
Феодальный род Баворов, к которому принадлежал Бавор I, происходил из Моравии и приобрёл земельные владения на юге Чехии во 2-й половине XII века. Дед Бавора по отцу Длугомил уже был владельцем Страконицкого панства, а родители Бавора I — Бавор и Болемила — в 1225 году пожертвовали госпиталю ордена рыцарей-иоаннитов шесть деревень в окрестностях Радомишля из состава родовых владений Баворов. По другой версии, подаренные деревни относились к приданому Болемилы и располагались рядом с Турновым и Мнихово-Градиште или же в окрестностях Манетина, где в тот период уже функционировала коменда ордена иоаннитов (последней точки зрения придерживался, в частности, Й. В. Шимак). Отец Бавора занимал должность коморника в Оломоуце. Мать Бавора, Болемила, фигурировавшая в грамоте 1225 года с эпитетом comitissa, согласно мнению одних историков (Й. Жемличка, В. Ваничек), происходила из феодального рода Марквартовичей, по мнению других (Й. В. Шимак, Я. Полах) — из феодального рода Грабишичей и была дочерью Славека I или Грабише III Грабишича.

## Взаимоотношения с орденом иоаннитов

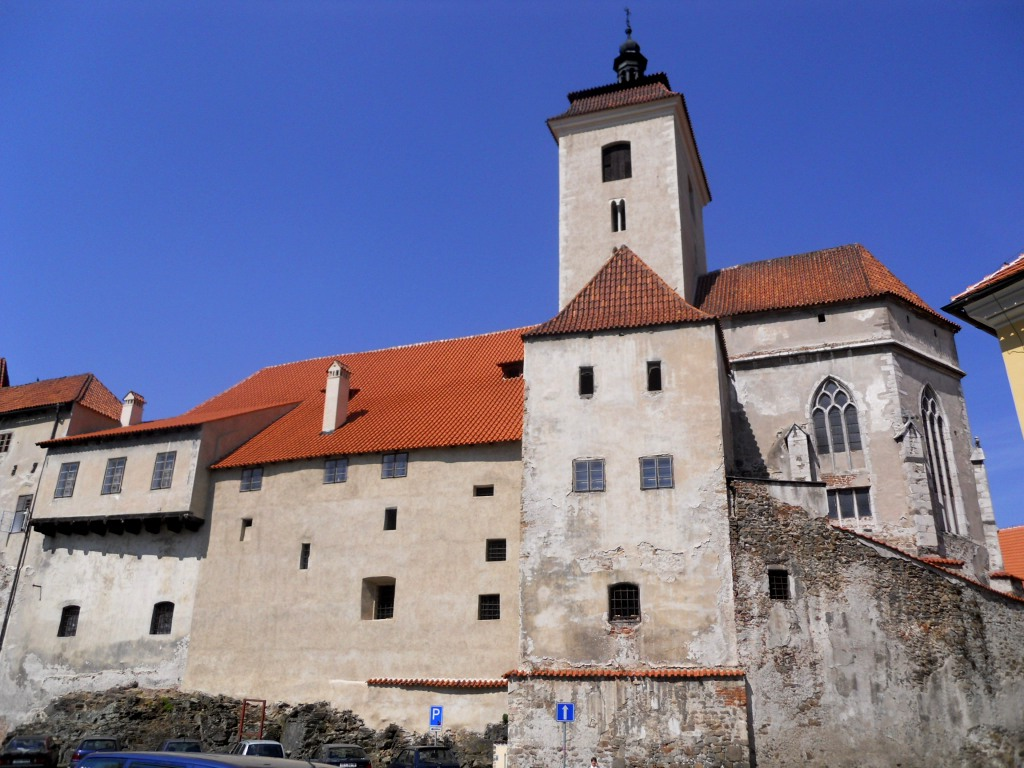
Современный вид костёла Святого Прокопа в замке Страконице

Вероятно, первое упоминание о Баворе I относится к грамоте, выданной в 1222 году в Опаве, в которой фигурирует оломоуцкий коморник Бавор со своим сыном Бавором (Bawarus cum filio suo Bawaro prouintie Olomucensis camerarius). Молодой Бавор, как и его младшие братья, выступал против дарения семейных владений госпиталю ордена рыцарей-иоаннитов, совершённого его матерью Болемилой с согласия мужа и подтверждённого королём Пршемыслом Отакаром I в Праге в 1225 году, — об этом прямо говорится в королевской грамоте о подтверждении дарения.
В 1243 году Бавор I из Стракониц своей грамотой пожаловал ордену иоаннитов костёл Святого Прокопа и госпитальный дом, фактически составлявшие восточную половину замка Страконице, а также восемь близлежащих деревень Страконицкого панства (Лом, Птаковице, Милонёвице, Радошовице, Соуседовице, Либетице, Мутенице, Крти). Этой же грамотой жена Бавора Доброслава подарила иоаннитам ещё три деревни (Макаров, Козлов и Мнихов). В том же году в Писеке король Вацлав I подтвердил эти дарения своей грамотой. В результате передачи Бавором I иоаннитам указанного имущества в Страконице была основана новая коменда Чешской провинции ордена иоаннитов.
В ноябре 1251 года в Нетолице маркграф Моравии и чешский королевич Пршемысл Отакар своей грамотой подтвердил пожалование Бавором I и его женой Доброславой костёла и госпитального дома в Страконице и ряда деревень госпиталю ордена иоаннитов. В 1253 году Бавор из Стракониц, нуждаясь в средствах для основания города Гораждёвице, продал иоаннитам три деревни (Кобиле, Домашин и Лукова) в окрестностях Манетина, которые достались ему в наследство от его матери Болемилы.

## Служба при королевском дворе
Бавор I впервые упоминается с предикатом «из Стракониц» в 1235 году в грамоте короля Вацлава I (1230—1253) о пожаловании деревень Хотешовскому монастырю, где он выступает свидетелем наряду со своими родственниками Вышемиром из Блатны и его братом Иваном. Упоминание Бавора в качестве свидетеля в грамотах Вацлава I свидетельствует о том, что в тот период он уже находился при королевском дворе. Из сохранившихся документов следует, что в 1238 году Бавор из Стракониц занимал должность королевского чашника и сопровождал короля Вацлава в его перемещениях по стране. Во время восстания королевича Пршемысла Отакара против своего отца в 1248—1249 годах Бавор из Стракониц встал на сторону мятежного королевича. Тем не менее, сохранившиеся источники под 1251 годом вновь упоминают Бавора в должности королевского чашника. Вскоре после этого Бавор I окончательно перешёл ко двору королевича Пршемысла Отакара, которого сопровождал в поездках по его многочисленным владениям.
После смерти Вацлава I и вступления на чешский престол Пршемысла Отакара II Бавор из Стракониц продолжил службу при дворе нового короля. В первых трёх грамотах, изданных королём Пршемыслом Отакаром II в ноябре 1253 года, Бавор из Стракониц указан в качестве свидетеля в числе первых рядом с Витеком из Градца и звиковским кастеляном (бургграфом) Конрадом из Яновиц. В том же году Бавор I был назначен королём вторым бургграфом королевского замка Звиков (совместно с Конрадом из Яновиц). 9 июля 1254 года Бавор был назначен на должность высочайшего коморника Чешского королевства (summus camerarius), которую занимал до конца своей жизни. Назначение Бавора на эту важнейшую государственную должность последовало после смещения с неё Бореша из Ризмбурка, которого Пршемысл Отакар надолго невзлюбил за его активные военные действия на стороне Вацлава I во время мятежа Пршемысла Отакара против отца. В 1260 году Бавор I из Стракониц принял участие в военном походе Пршемысла Отакара II против короля Венгрии Белы IV, оспаривавшего претензии чешского короля на Штирию, которую тот фактически оккупировал в начале 1260 года. Бавор фигурирует в качестве одного из свидетелей в королевской грамоте, выданной в том же году в военном лагере Пршемысла Отакара II у австрийского местечка Лаа. Данной грамотой король даровал Воку I из Рожмберка графство Раабс; имя Бавора из Стракониц в тексте грамоты стоит рядом с именем его свата Смила из Лихтенбурка и пражского бургграфа Яроша из Сливна. 12 июня 1260 года Бавор принял участие в победной для чехов битве при Кресенбрунне. Последнее сохранившееся письменное упоминание о высочайшем коморнике Баворе из Стракониц датируется 7 октября 1260 года, вероятно, вскоре после этого он умер. Причиной смерти могли послужить ранения, полученные в битве при Кресенбрунне.

## Семья
Бавор I из Стракониц, судя по дошедшим до нашего времени данным, был женат дважды: первой женой была Доброслава, второй — Богуслава. Доброслава в 1243 году вместе с мужем выступила дарителем деревень госпиталю ордена иоаннитов. Вероятно, вскоре после этого она умерла и Бавор женился на Богуславе, поскольку Богуслава упоминается в качестве его жены в другой грамоте, датированной 1243 годом (вполне возможно, что речь шла об одной и той же жене Бавора I, имя которой было ошибочно изменено писцом). О происхождении жён Бавора I сведений не сохранилось. Сохранились сведения о двух детях Бавора I из Стракониц:
- Домаслава из Стракониц — жена пана Йиндржиха I из Лихтенбурка, высочайшего маршалка Чешского королевства в 1263—1267 годах. Сохранилась копия разрешения на заключение этого брака, выданного папой Александром IV 28 декабря 1256 года в связи с тем, что Домаслава и Йиндржих находились в четвёртой или пятой степени родства[21];
- Бавор II из Стракониц (ум. 1279) — высочайший маршалок Чешского королевства с 1277 года, женат на Анежке, внебрачной дочери короля Пршемысла Отакара II[22][23].